# Pod (navigation)
Pour les articles homonymes, voir Pod.

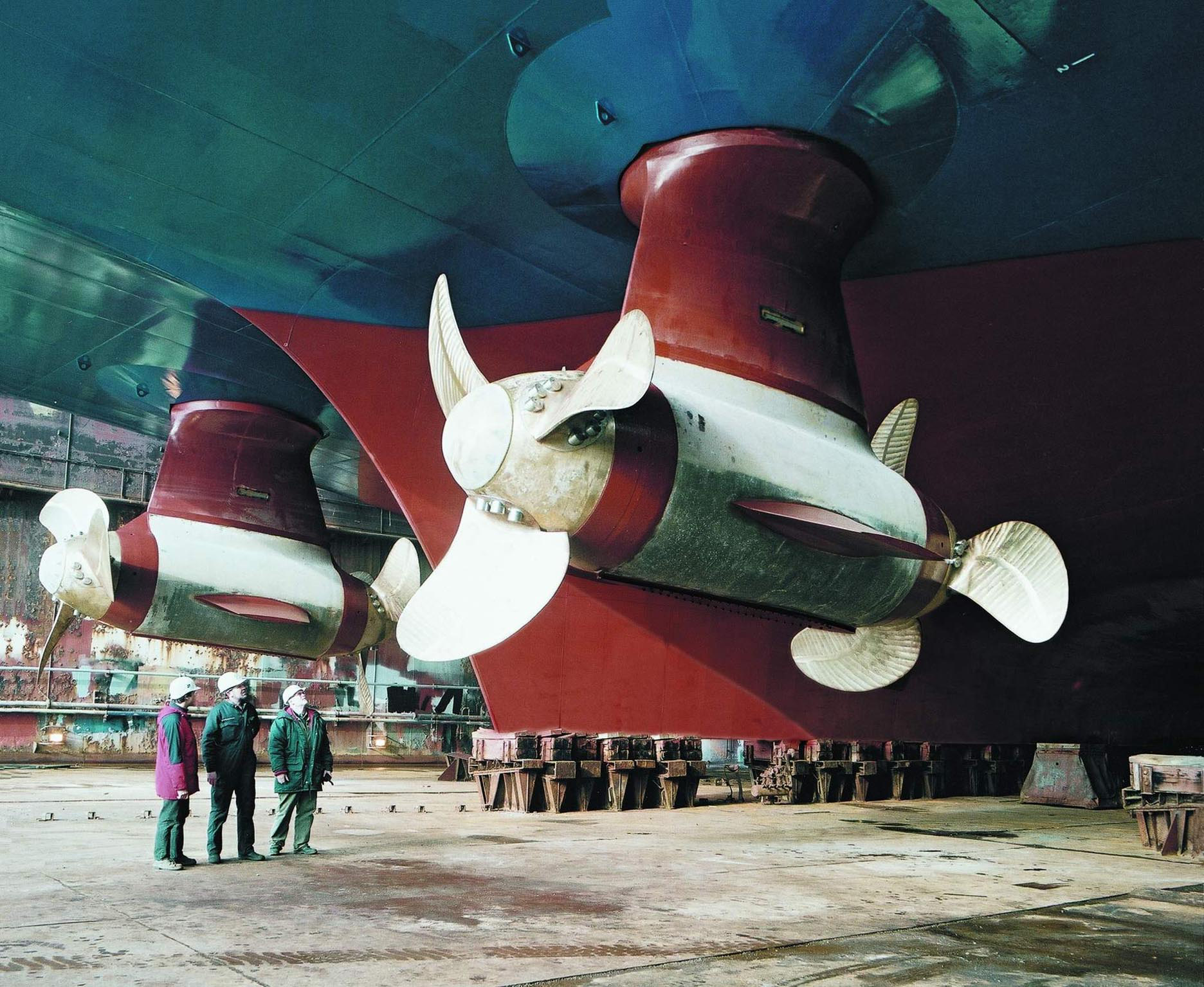
Pods à double hélice.

Un pod est un élément qui sert à la propulsion maritime. Il peut également contribuer au contrôle de la direction des bateaux. S'il est orientable, il remplace à lui seul le couple hélice - gouvernail. L'utilisation de pods en construction navale date des années 1990.

## Technique

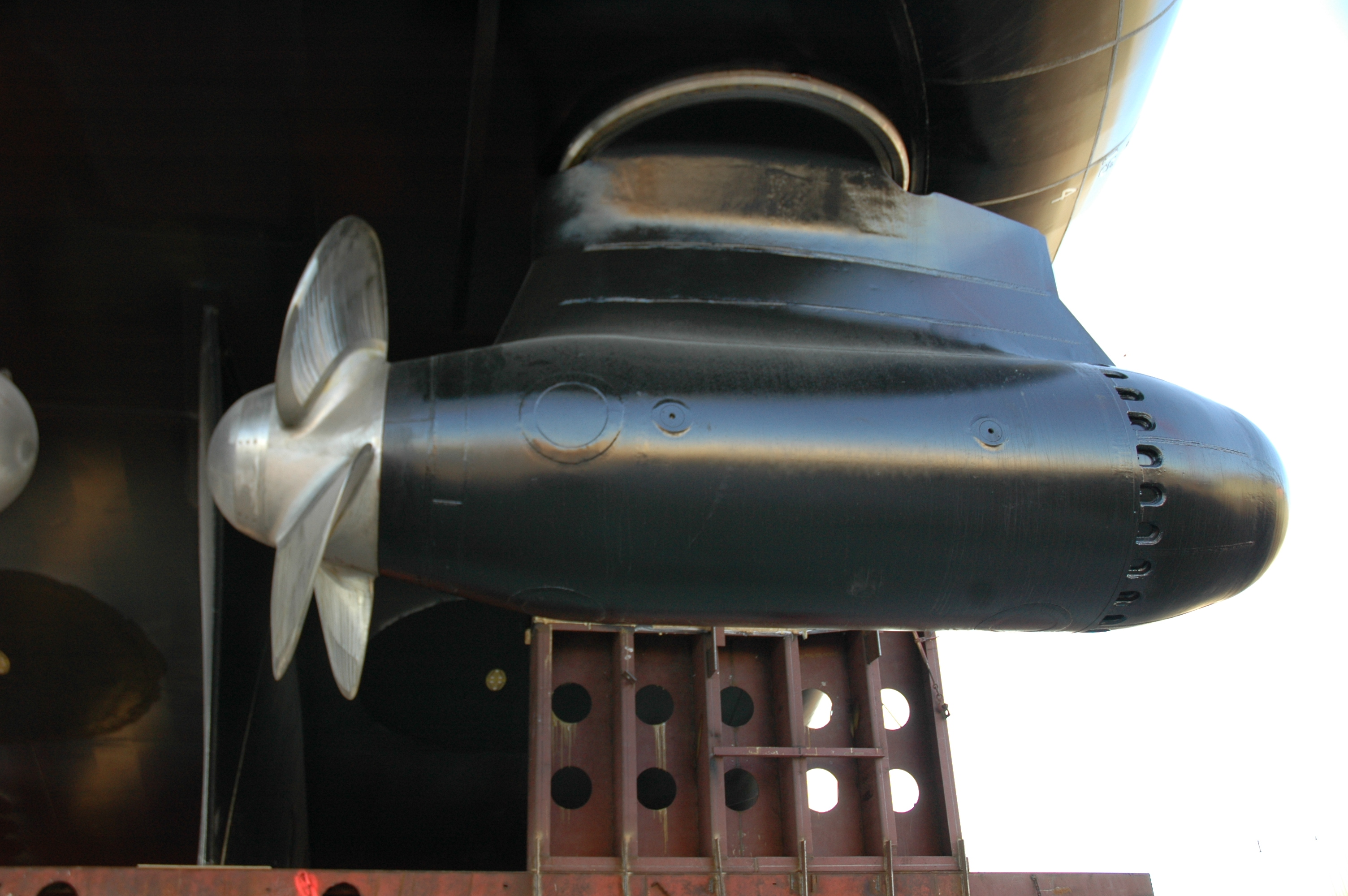
Azipod du brise-glace.

Les pods sont des moteurs électriques placés dans des nacelles, portant une ou deux hélices et installés sous la coque du navire, ils sont fixes ou plus généralement orientables.

### Pod propulseur
Le moteur est dans la coque du navire, l'hélice est entraînée par une transmission par arbre comprenant des renvois d'angle. Cette propulsion est connue sous les noms de propulseur azimutal (ou Z-drive, Z-peller, ou encore ASD Azimuthal Stern Drive). Ce type de propulseur est assez répandu parmi les remorqueurs.

### Pod moteur-propulseur
Le pod contient un moteur qui entraîne une ou deux hélices. Le moteur est le plus souvent électrique (il existe des moteurs hydrauliques). Il est alimenté par une génératrice habituellement entraînée par un moteur diesel. Suivant les modèles, le pod peut être orienté sur 360°, ce qui rend les navires équipés de cette technologie très maniables. Ce type de pod se rencontre sur les paquebots et les navires de croisière, ainsi que sur certains nouveaux brise-glaces et bâtiments militaires (BPC Mistral par exemple).
Les moteurs électriques des pods peuvent être refroidis par air (l'air étant pulsé depuis la coque). En cas d’incendie, cette ventilation est automatiquement coupée, entraînant l’extinction du feu par manque d’oxygène et refroidissement par l’eau de mer extérieure[réf. nécessaire]. Il existe aussi des refroidissements par eau.

## Comparatif

### Avantages
- Souplesse d'utilisation de la propulsion diesel-électrique.
- Variations d'allure rapides.
- Orientation de la poussée, suppression du gouvernail.
- Réfrigération partielle du moteur électrique par l'eau de mer environnante.
- Économie d'installation de propulseurs transversaux arrières.
- Les manœuvres de port sont plus aisées et l'emploi de remorqueurs est moins souvent nécessaire. Pour en profiter au mieux, il faut suivre une formation sur simulateur et sur modèle réduit[1].
- D'un point de vue hydrodynamique, les hélices sur pod sont plus efficaces car elles ne fonctionnent pas dans la zone de turbulence de la coque. Les hélices amont (en avant du pod) travaillent dans un champ de vitesse homogène, non perturbé.
- L'absence de transmission par arbre d'hélice permet une plus grande liberté d'utilisation du volume du navire, notamment pour l'emplacement des groupes diesel-électrique.

### Inconvénients
- Technologie complexe.
- Passage obligatoire en bassin en cas d'avarie du moteur électrique si celui-ci n'est pas accessible depuis l'intérieur du navire (cas le plus fréquent).

## Controverse
Les pods en sont encore au stade semi-expérimental : de nombreux dysfonctionnements techniques sur les pods de quatre paquebots-jumeaux Millennium, Infinity, Summit et Constellation construits entre 2000 et 2002 aux Chantiers de l'Atlantique (alors filiale d'Alstom marine) ont causé l'indisponibilité de ces paquebots. L'armateur Royal Caribbean (RCCL) a alors attaqué Alstom Power Conversion et Rolls Royce, en tant qu'associés au sein de la société Mermaid Pods pour la fabrication des pods équipant ses paquebots. En 2003, RCCL leur réclama 300 millions de dollars d'indemnités. Les poursuites judiciaires sont finalement abandonnées en 2006 après accord avec les assureurs.